# Ioana Mihalache
Ioana Mihalache (n. 28 decembrie 1990, Constanța, România) este o actriță română, model și participantă la concursuri de frumusețe care a fost încoronată ca Miss Univers România 2017 și a reprezentat România la concursul Miss Univers 2017⁠(d).

## Concursuri
Înainte de succesul ei în cadrul Miss Univers România 2017, Mihalache a fost first runner-up⁠(d) la Miss Univers România 2012, și a reprezentat România la Miss Earth 2013 din Filipine.

## Legături externe
- Profil pe IMDB